# Courcelles-lès-Montbard
Courcelles-lès-Montbard é uma comuna francesa na região administrativa da Borgonha-Franco-Condado, no departamento de Côte-d'Or. Estende-se por uma área de 6,11 km². Em 2010 a comuna tinha 85 habitantes (densidade: 13,9 hab./km²).